# 让泰勒
让泰勒（法語：Gentelles，法語發音：[ʒɑ̃tɛl]）是法国上法蘭西大區索姆省的一个市镇，属于亚眠区。

## 地理
让泰勒（49°50'43"N, 2°27'26"E）面积5.57 平方千米，位于法国上法蘭西大區索姆省，该省份为法国北部沿海省份，北起加来海峡省和北部省，西接滨海塞纳省和大西洋英吉利海峡，南至瓦兹省，东临埃纳省。
与让泰勒接壤的市镇（或旧市镇、城区）包括：贝尔托库尔莱泰讷、布朗日-特龙维尔、博沃、卡希、吕斯河畔多马尔、泰济格利蒙。
让泰勒的时区为UTC+01:00、UTC+02:00（夏令时）。

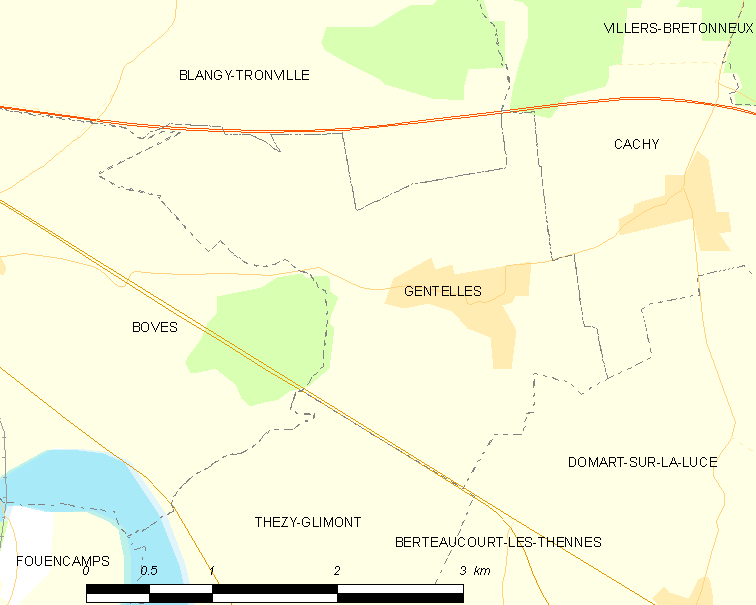
让泰勒的OSM定位图

## 行政
让泰勒的邮政编码为80800，INSEE市镇编码为80376。

## 政治
让泰勒所属的省级选区为亚眠第四县。

## 人口

1962-2008年间让泰勒人口变化图示

让泰勒于2022年1月1日时的人口数量为633人。